# Tofslärkan 11

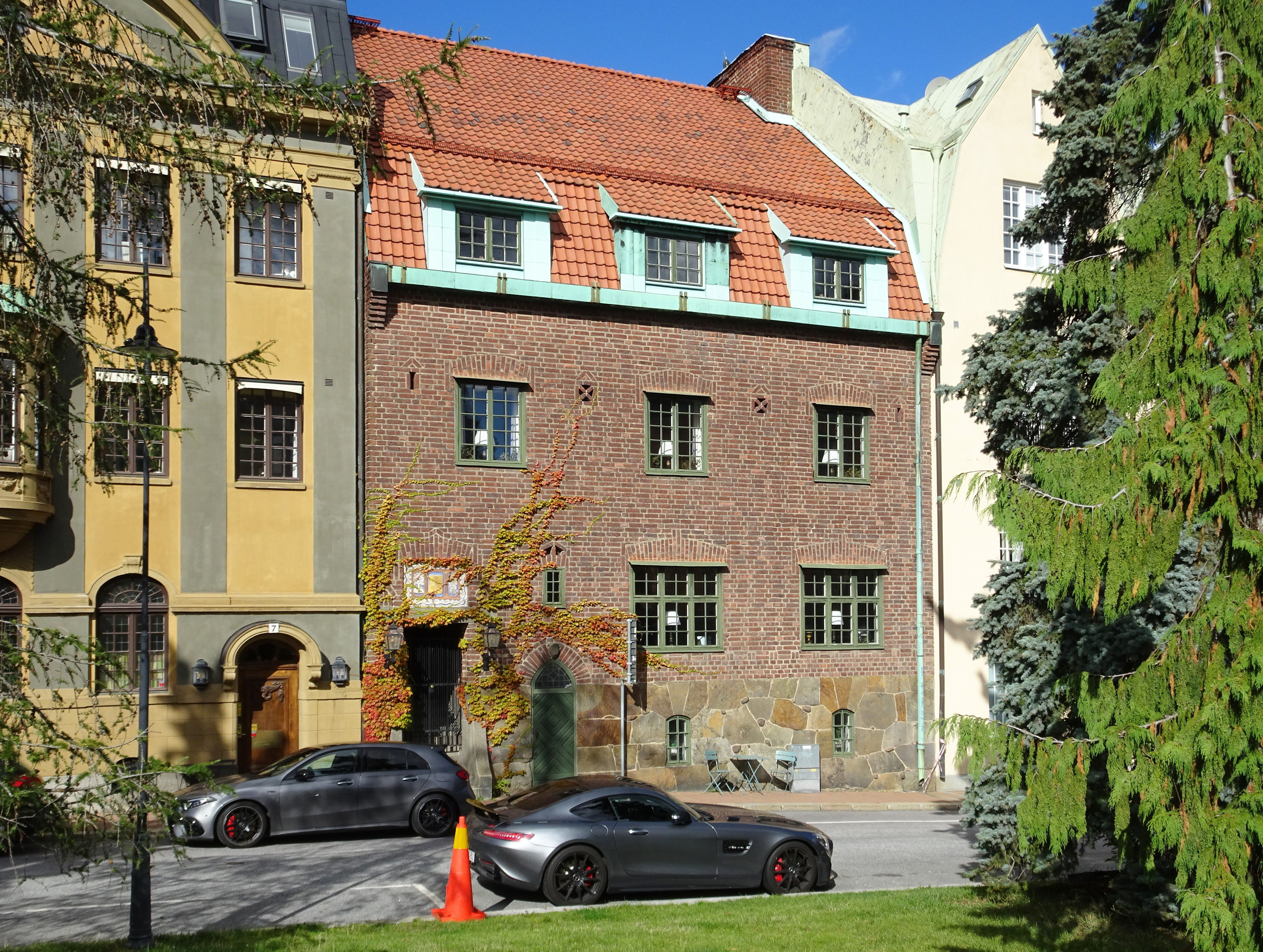
Tofslärkan 11, Tyrgatan 9, september 2022.

Tofslärkan 11 (även kallat Linderska huset) är en kulturhistoriskt mycket värdefull villafastighet i kvarteret Tofslärkan i Lärkstaden på Östermalm i Stockholm. Denna stadsvilla vid Tyrgatan 9 ritades 1910 av arkitekten Erik Hahr för sin svåger, bibliotekarien Ludvig Linder. Fastigheten är blåmärkt av Stadsmuseet i Stockholm vilket är den högsta klassen och innebär "att bebyggelsen bedöms ha synnerligen höga kulturhistoriska värden".

## Bakgrund

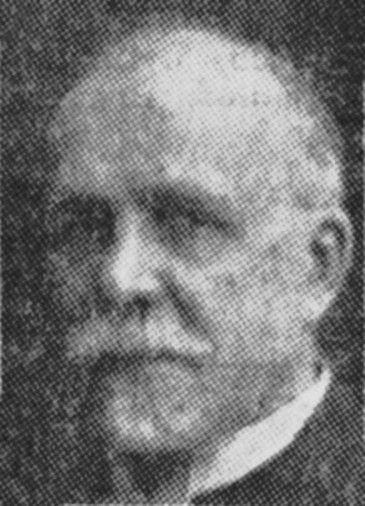
Byggherren Linder.

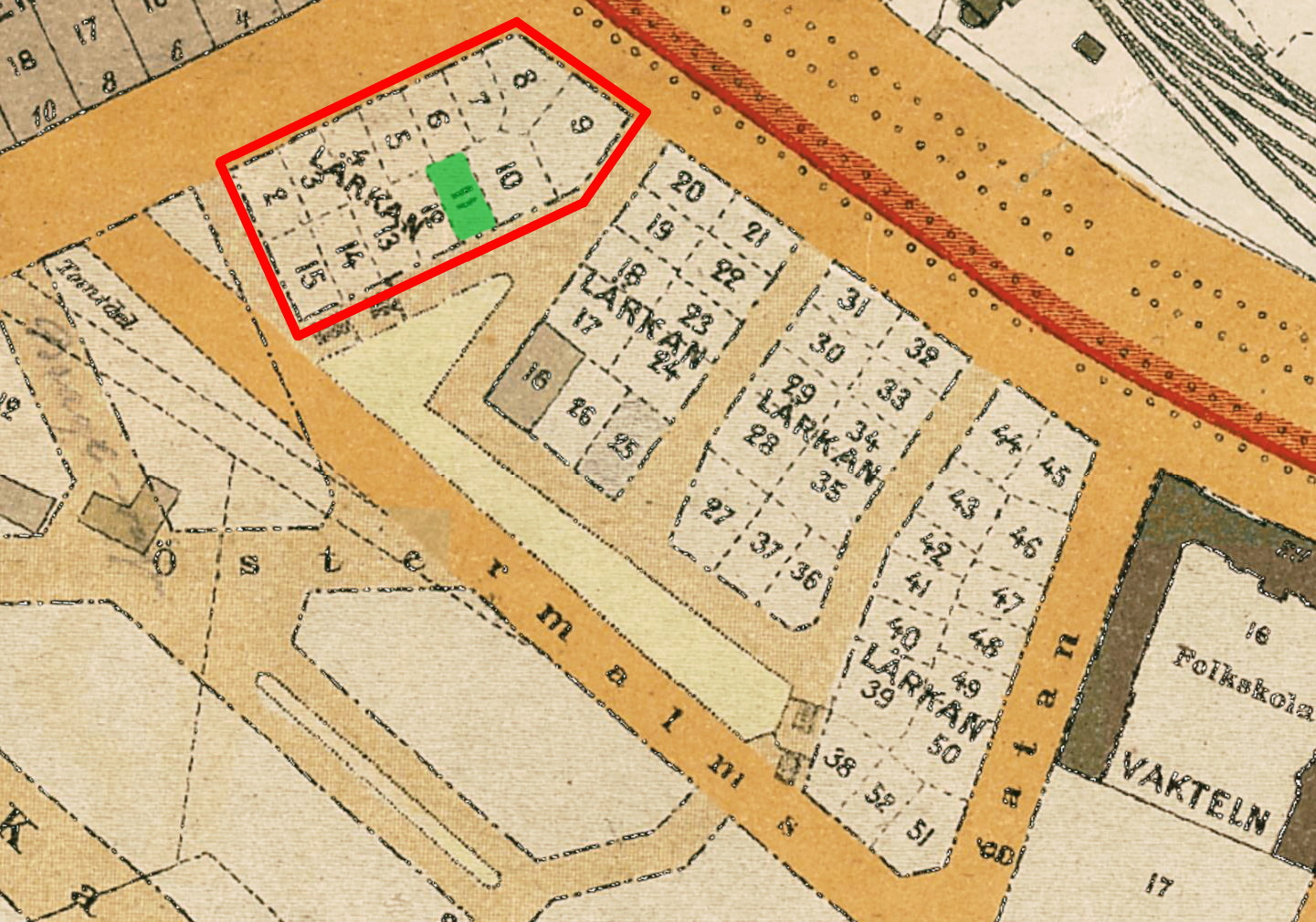
Kvarteret Lärkan 1909 tomt nr 11 (grön), dagens Tofslärkan 11.

I februari 1909 började Stockholms stad genom auktioner försäljningen av villatomter i Lärkan och i december 1912 var samtliga 51 fastigheter (nr 2–52, nr 1 fanns inte) sålda. Stadsbyggnadsprojektet med ”sammanbyggda villor” (begreppet radhus fanns inte än) i Lärkan kan ses som ett experiment och en helt ny boendeform i Stockholm på 1900-talets början. 
I Svenska Dagbladet från december 1910 kallades Lärkan för "Stockholms stads experimentalfält för omplantering af den engelska hemidén". Drivande kraft bakom projektet var stadsplanearkitekten Per Olof Hallman vilken hämtat inspiration just från Englands townhouses och som 1910 själv kom att flytta in i sin stadsvilla på Sånglärkan 6. 
Nytt var även att markägaren, Stockholms stad, inte sålde Lärkans tomter i form av tomträtter utan som "fri och egen grund" och Stadsingenjörskontoret fick i uppdrag att stycka "överkomliga" tomter med storlekar mellan drygt 270 och 550 kvadratmeter. En av de minsta tomterna i kvarteret, fastigheten Lärkan 11 (sedermera namnändrad till Tofslärkan 11), med en area om 276 kvadratmeter förvärvades i juni 1910 av arkitekten Erik Hahr vilken av sin svåger Ludvig Linder, bibliotekarie i Kungliga Biblioteket, fått i uppdrag att rita familjens stadsvilla. Förutom Tofslärkan 11 gestaltades även närbelägna Trädlärkan 6 av Hahr.

## Byggnadsbeskrivning

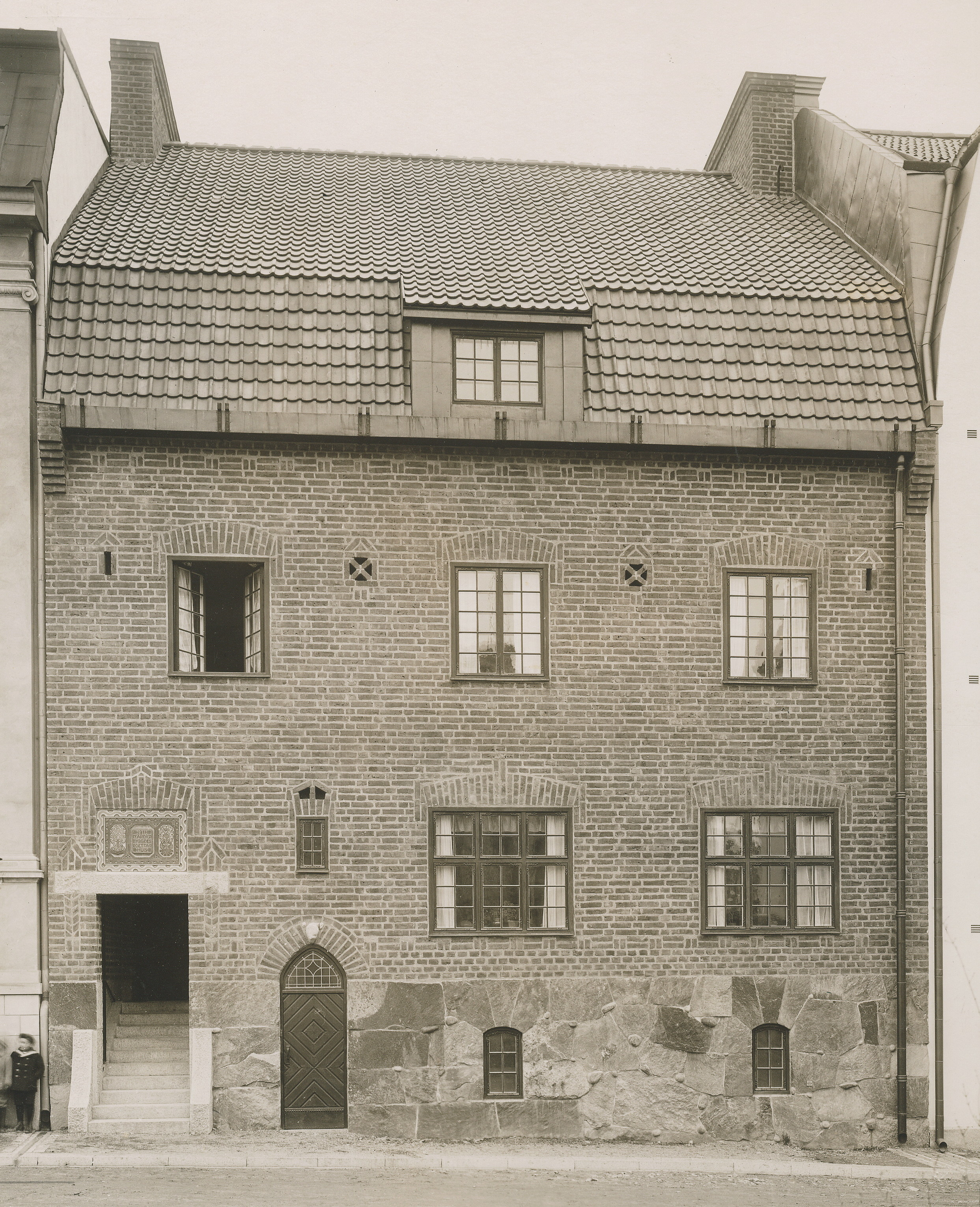
Linderska huset 1911.

### Exteriör
Tofslärkan uppfördes av byggmästaren D. Thorsén i två våningar med källare och oinredd kallvind. Fasaderna restes i mörkbrunt, delvis mönstermurat och fogstruket halmstadstegel. Den höga sockeln består av grovhuggen sprängsten och några mindre fältsten som tillvaratogs vid byggarbeten på tomten. Det brutna sadeltaket täcktes av tegel med plåtdetaljer i koppar. Ventilerna på våning en trappa är utformade som dekorativa element. Fönstren utfördes småspröjsade och är större på bottenvåningen, där de belyser bostadens dagligrum. Annars ger gatufasaden ett slutet intryck och uppvisar, förutom en minnestavla över entrén, inga särskilda dekorationer. Minnestavlan utfördes av dekorationsmålaren Filip Månsson. Den visar texten "1911 färdigbyggdes detta hus" mellan en ordsymbol och ägarens exlibris i form av ett träd vars frukter faller ned i en uppslagen bok. 
Husets entré är djupt indragen i ett vindfång med tunnvälvt tak, rikt dekorerat med ett för Filip Månsson typiskt florala upprepningsmönster i freskteknik. En inskription placerad på ytterväggens insida lyder: "Ett hem det är det fästet vi rest med murar trygga, vår egen värld, den enda vi mitt i världen bygga". Den lilla dörren till höger om entrén gick ursprungligen ner till källaren och via en passage till personalens interntrappa. Gårdsfasaden är något livligare gestaltad med osymmetrisk placerade fönster och den halvrunda matsalen med balkong ovanpå som förlängdes in i trädgården. Arkitekturen är stram nationalromantisk.

### Interiör
I interiören dominerar den stora hallen som sträcker sig över två våningar och utformades som ett atrium efter byggherren Linders anvisningar. Han ägde en konstsamling som skulle ställas ut i hallen och han önskade därför bäst möjliga belysning med dagsljus. Den ordnades via ett takfönster och ett ljusschakt genom vinden. Intill hallen finns en tunnvälvd spiselvrå med tegelgolv, helt täckt av Månssons dekorationsmålerier i ockra, rost, ljusblått och grönt. Här återkommer husherrens exlibris från minnestavlan över entrén: ett träd vars frukter faller ned i en bok. Övriga rum på bottenvåningen är dagligrum mot gatan samt matsal och kök mot gården. I serveringsrummet finns en interntrappa för personalen till övre våningsplan. Från nedre hallen går även en rak trätrappa till övre hallen. Härifrån når man tre sovrum mot gatan och badrum samt jungfrurum mot gården. 
Rumsfördelningen var enligt arkitektritningarna från 1910 följande:
- Källarvåning – egen entré, passage, pannrum med tvättstuga (brygghus), källarrum
- Bottenvåning – entré, nedre hall med spiselvrå, dagligrum, matsal, serveringsrum, kök
- Våning 1 trappa – trappa, övre hall med öppen spis och balkong, två barnkammare, en större sängkammare, jungfrukammare
- Vinden – var till en början oinredd och inreddes 1918 och 1928.

Originalritningar från 1910
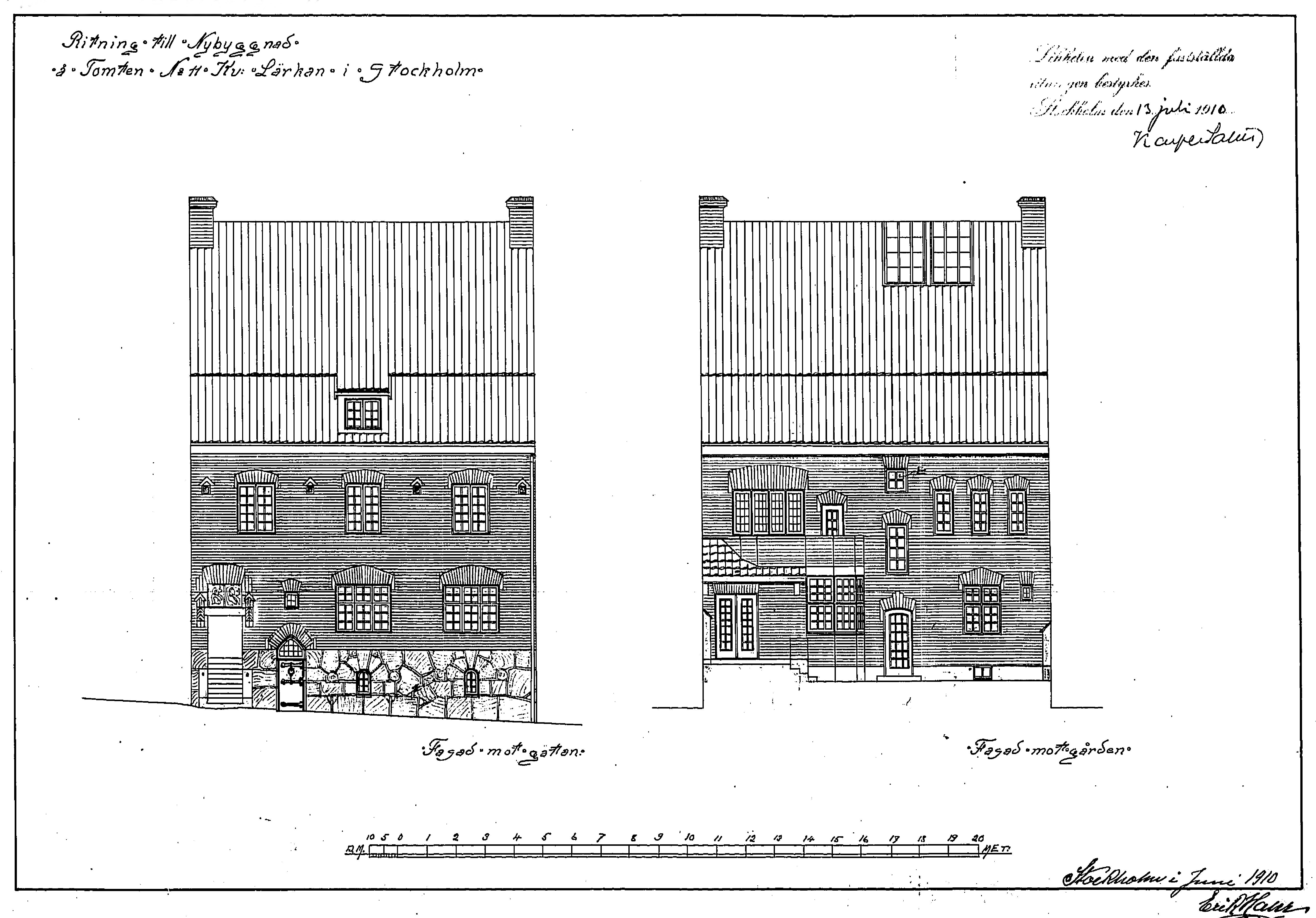
Fasader.
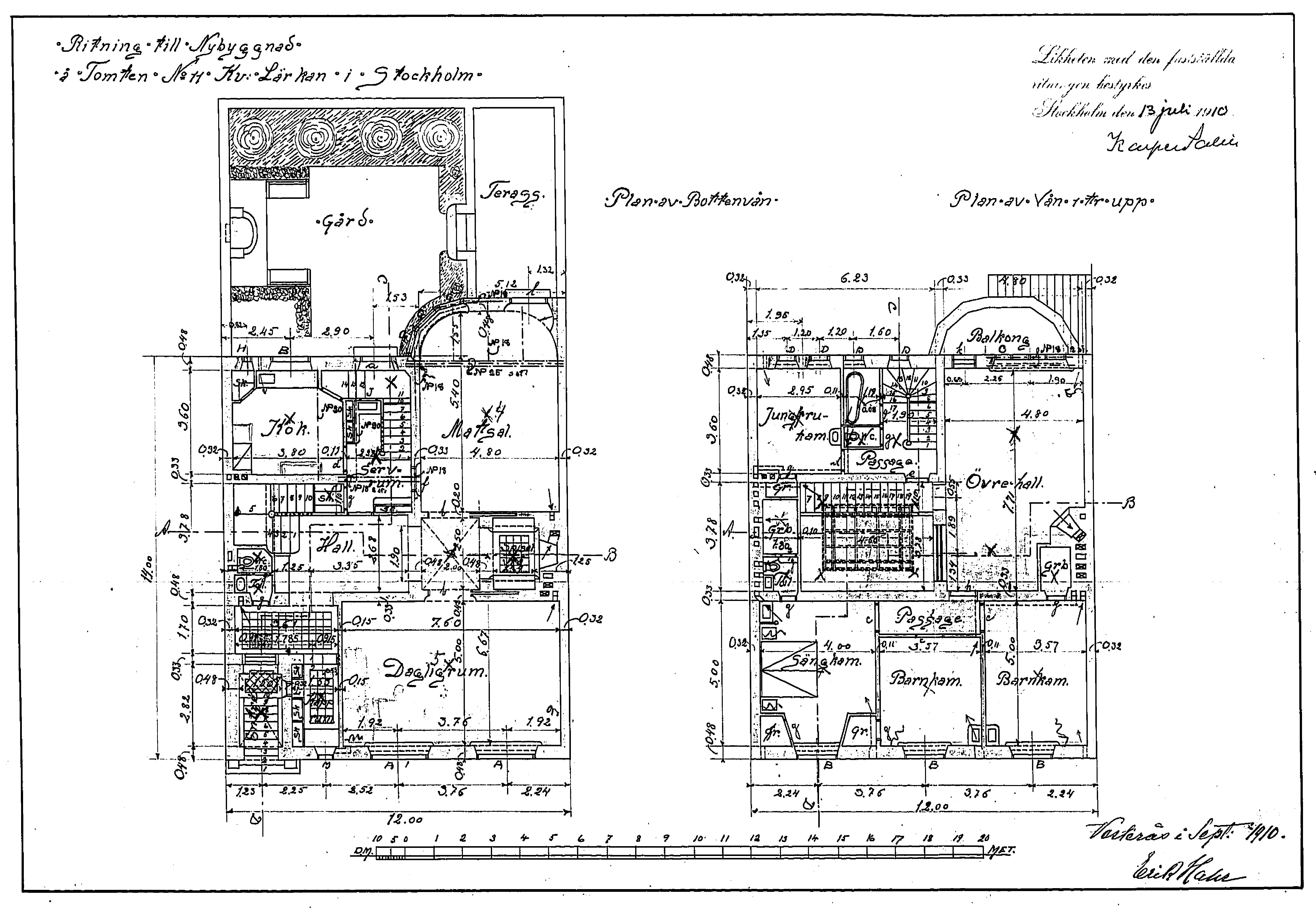
Bottenvåning och våning 1 trappa.
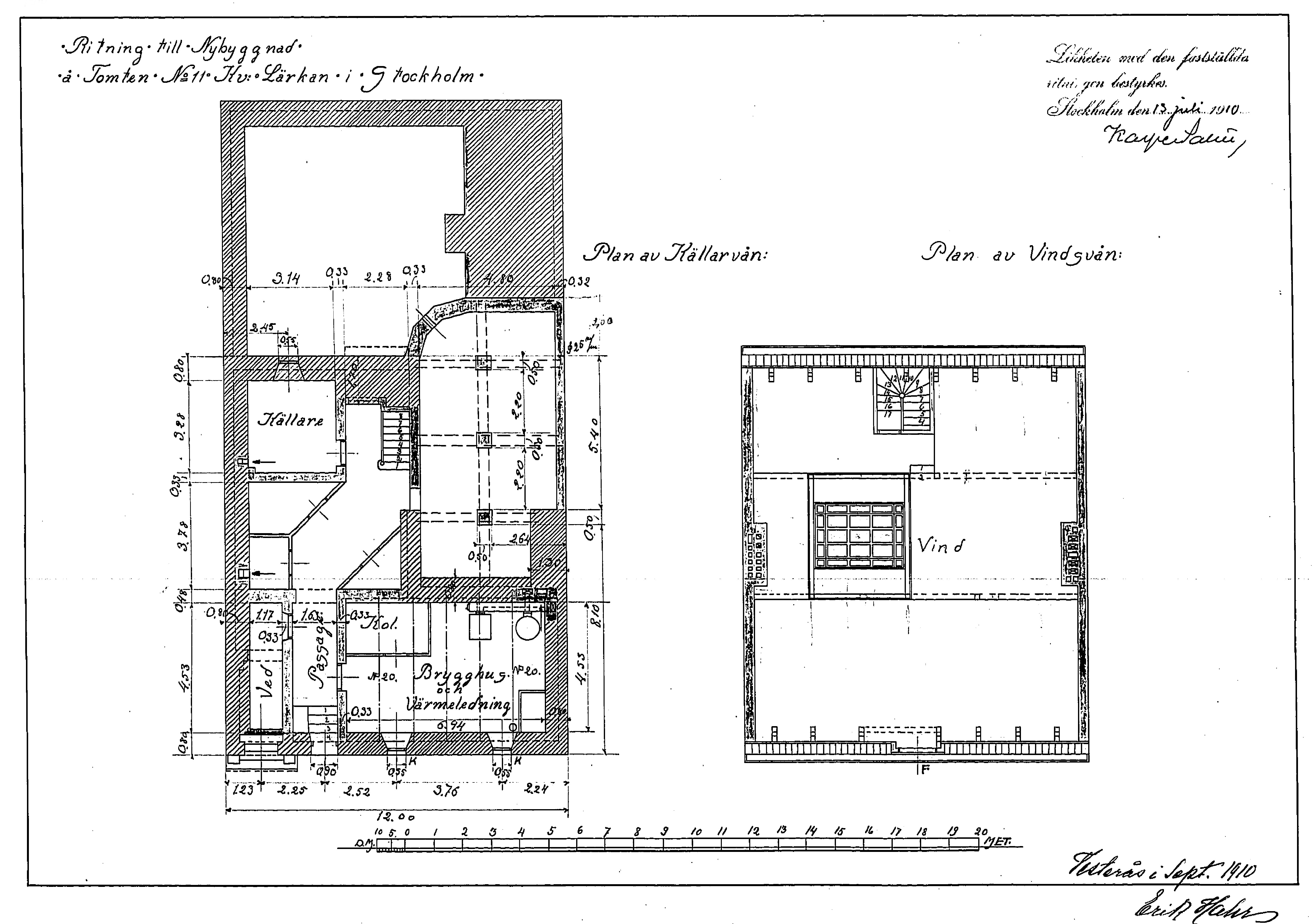
Källarvåning och vinden.
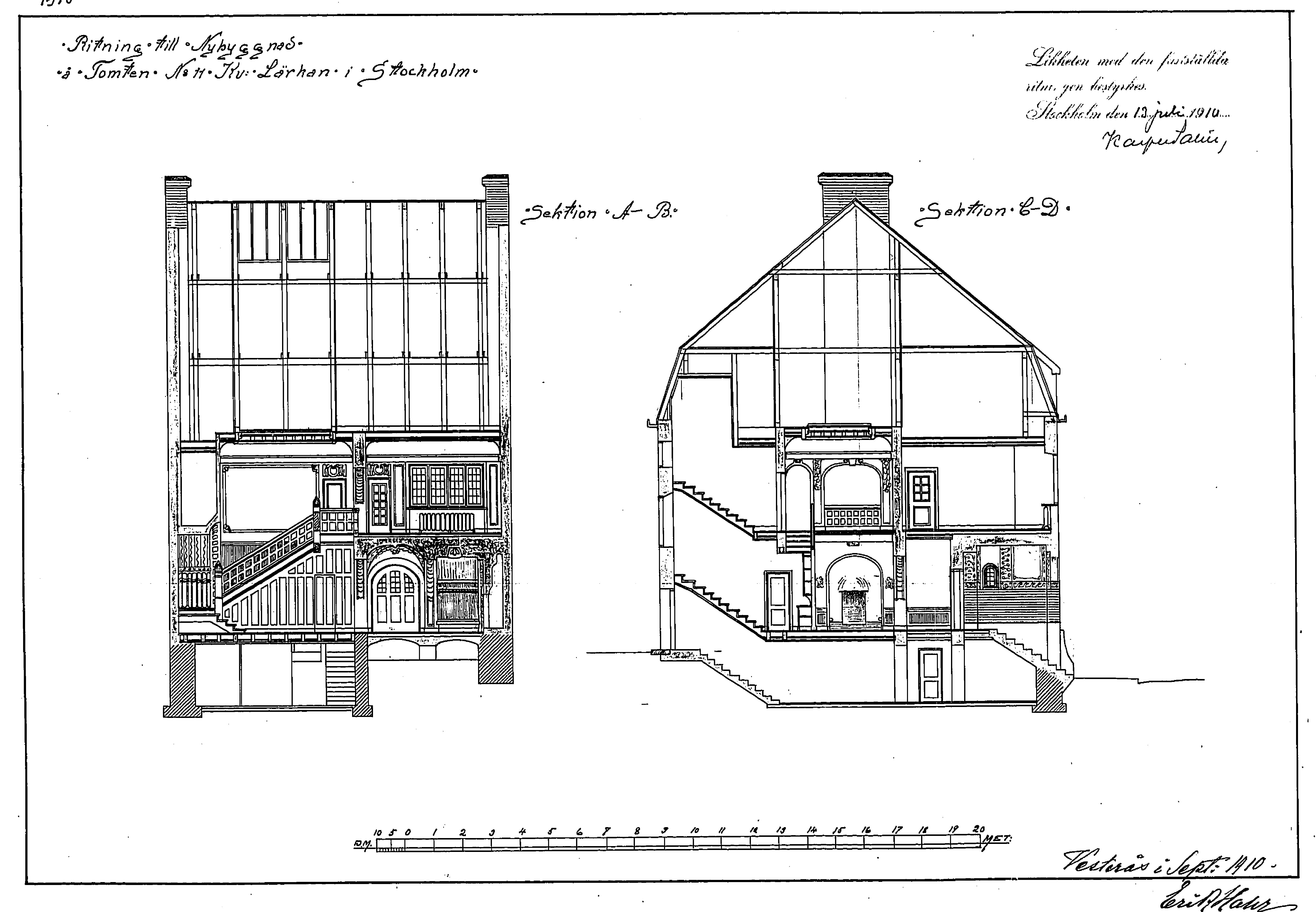
Sektioner.

## Nya ägare och ändringar
Familjen Linder bodde i huset till 1917 då företagaren Fredrik Wagner tillträdde. Han drev grosshandel med bland annat papper och maskiner och materiel för tryckerier. Enligt Stockholms adresskalender från 1926 stod han detta år fortfarande som ägare. Vid sin inventering på 1970-talet uppger Stadsmuseet överläkaren och docenten Stig Arne Johansson (1933–2019) som ägare. Han bebodde med sin hustru Inger stadsvillan fram till 2010. Då var byggnaden i behov av upprustning och utannonserades för 45 miljoner kronor. Därefter upprustades fastigheten och på vinden tillkom två nya takkupor mot gatan och en indragen takbalkong på gårdssidan. Det fanns långgångna planer på att bygga om fastigheten till flerbostadshus som aldrig realiserades och Stockholms stadsbyggnadskontor avskrev ärendet slutligen i november 2012. År 2022 uppger Lantmäteriet Tova Skrenen Stockholm AB som lagfaren ägare som hyr ut bostaden. Tofslärkan 11 är idag (2022) en av de få kvarvarande stadsvillorna i Lärkstaden för ett enda hushåll och i näst intill originalskick. Huset innehåller åtta rum och kök på 390 m² och värderas till cirka 54,7 miljoner kronor.

### Nutida bilder

Detaljer
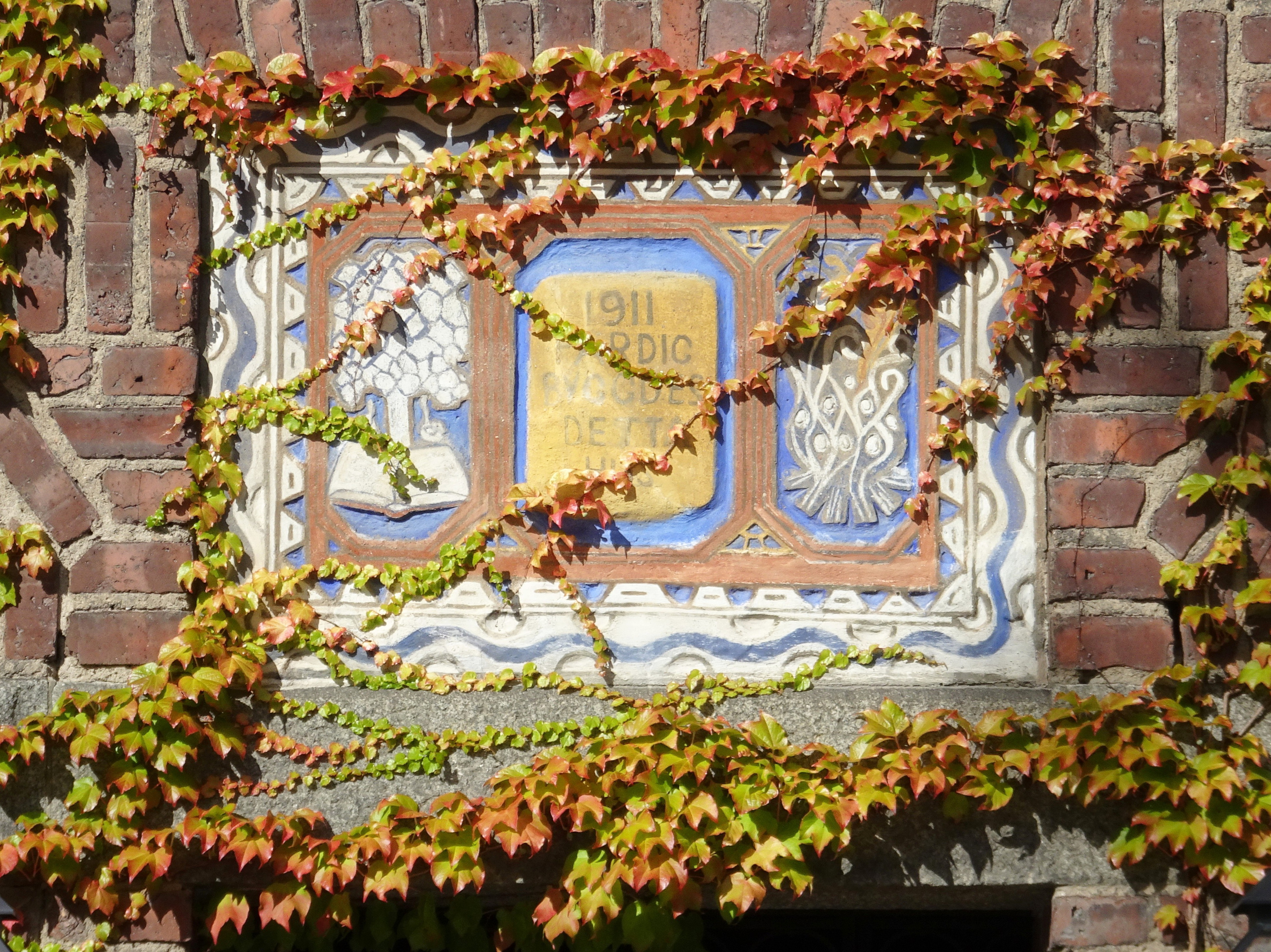
Minnestavla över entrén.
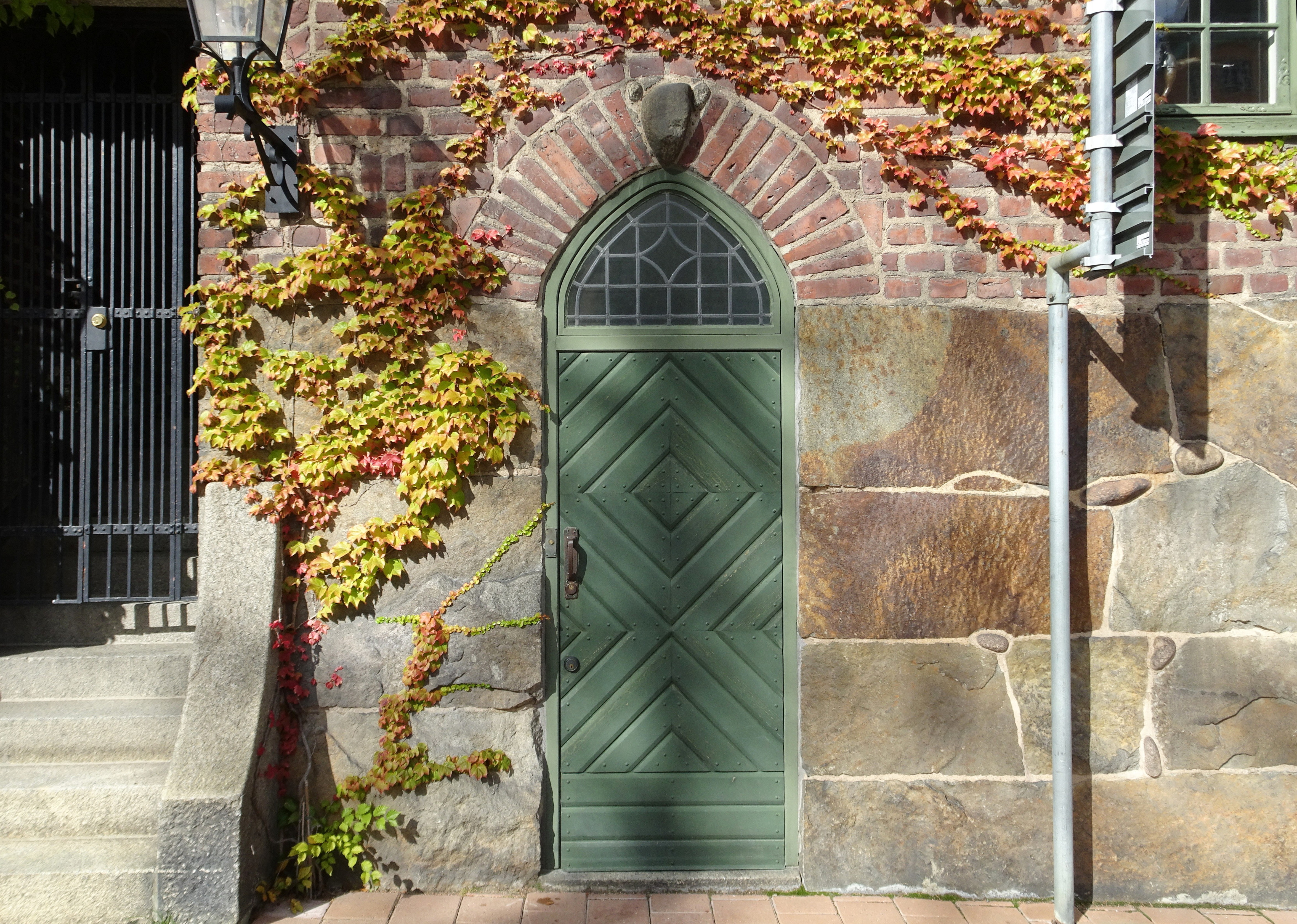
Källarentrén.
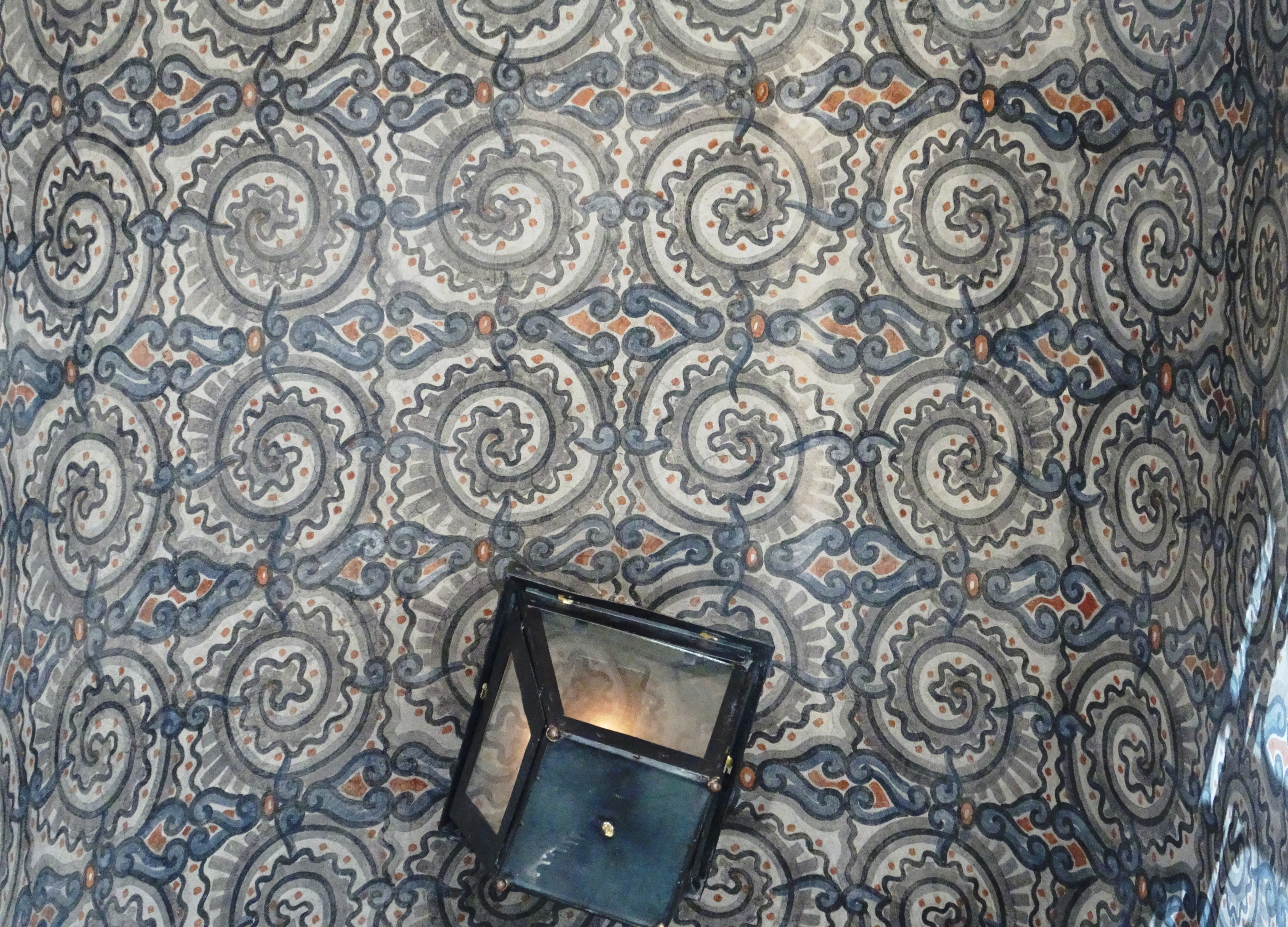
Takmålning i entrévalvet.
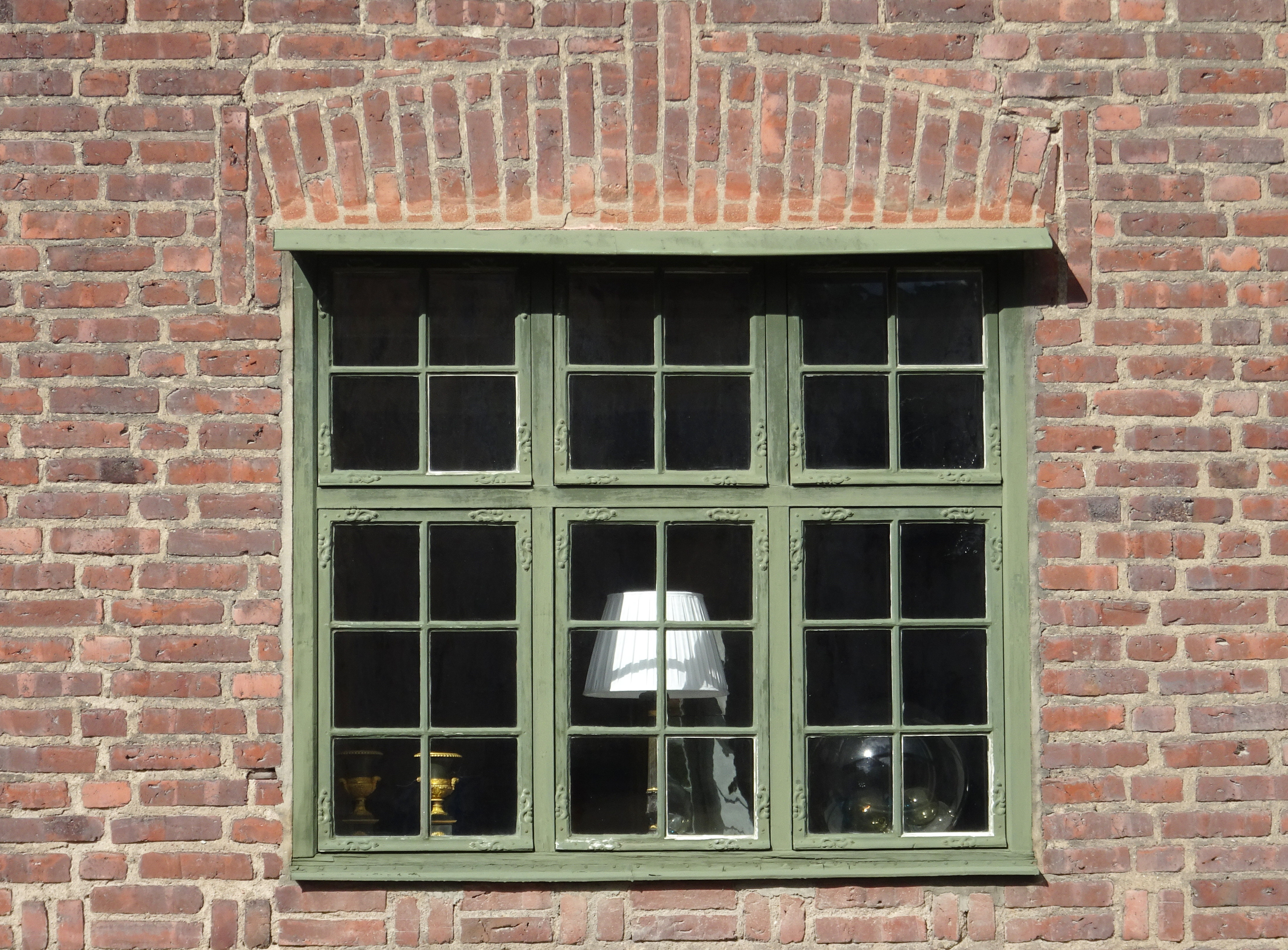
Vardagsrumsfönster.

## Referenser

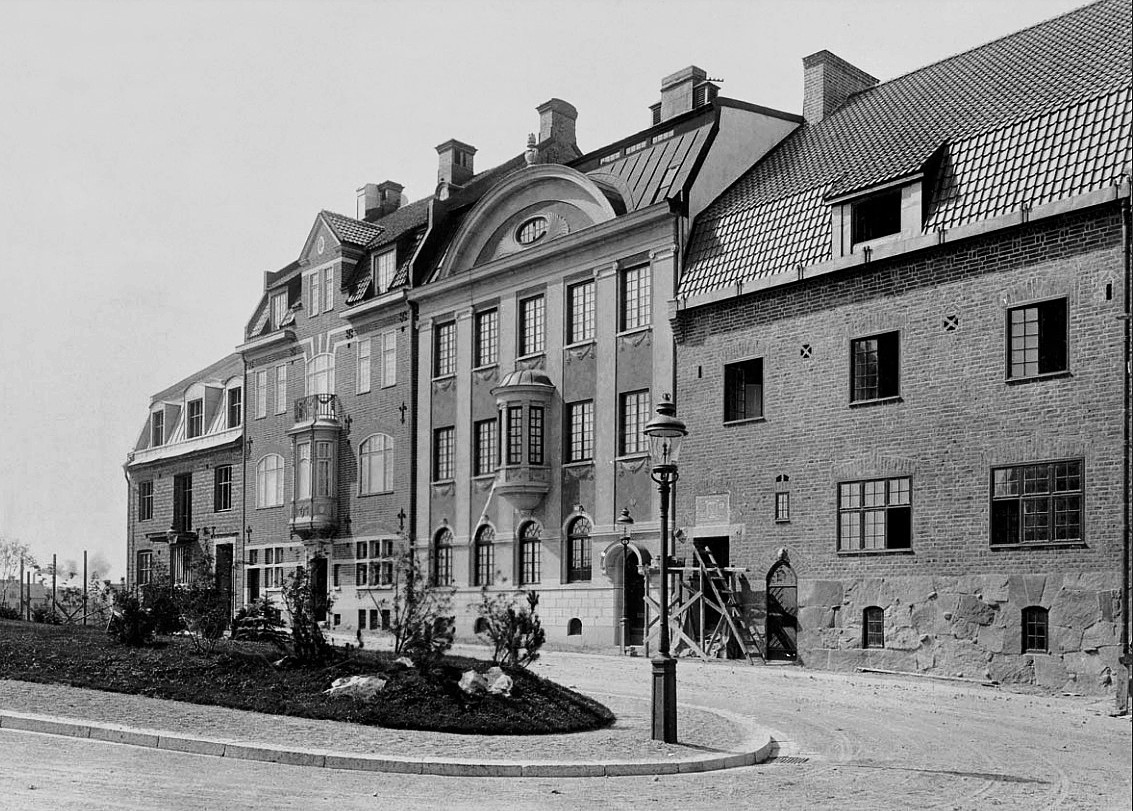
Tyrgatan västerut 1911, närmast till höger syns Tofslärkan 11, just färdigbyggt. I mitten ligger Tofslärkan 12. Längst till vänster skymtar Tofslärkan 14 under uppförande, med fortfarande oputsad fasad.